# 長野県道305号床尾大門線
長野県道305号床尾大門線（ながのけんどう305ごう とこおだいもんせん）は、長野県塩尻市内の旧国道19号。JR塩尻駅前の市街地を避けて国道19号と国道153号を連絡する。

## 概要

### 路線データ
- 起点 : 塩尻市大字宗賀字床尾（国道19号交点）
- 終点 : 塩尻市大門四番町（国道153号、長野県道301号塩尻停車場線交点）

## 通過する自治体
- 長野県
  - 塩尻市

## 接続・交差する道路
- 国道19号
- 国道153号
- 長野県道301号塩尻停車場線

## 周辺
- 塩尻駅